# Gestüt Bábolna

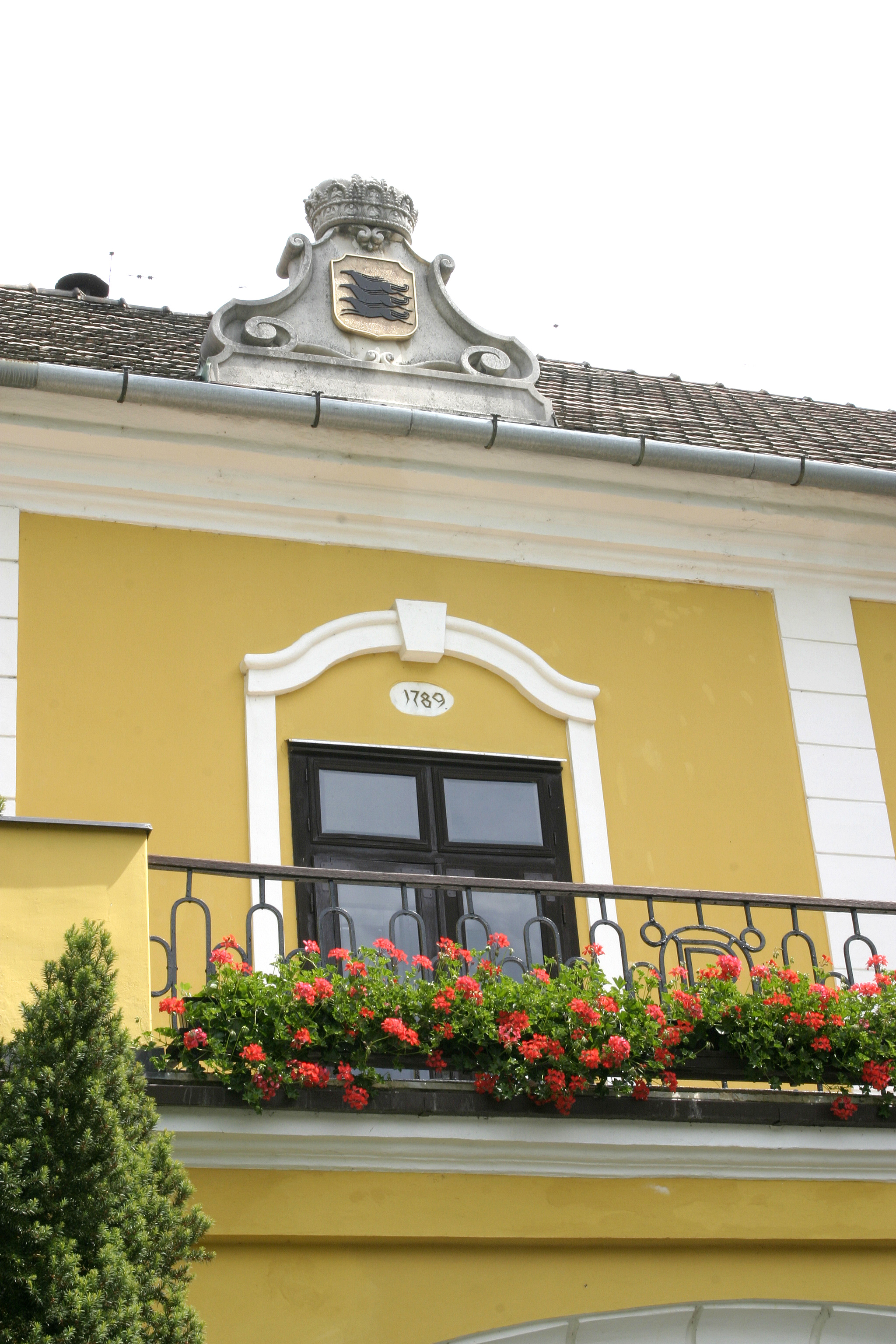
Gebäudeteil im Gestütshof der Hauptanlage von Bábolna

Das Nationalgestüt Bábolna Nemzeti Ménesbirtok in dem Ort Bábolna, ca. 100 km westnordwestlich von Budapest gelegen, wurde am 24. Juni 1789 auf Erlass des österreichischen Kaisers Joseph II. erbaut und zählt somit zu den ältesten noch erhaltenen Gestütsanlagen Europas.

## Geschichte

### Königreich Ungarn vor der Donaumonarchie
Die Region Bábolna-Puszta ist erstmals 1268 urkundlich erwähnt und bezeichnet einen Landstrich, der als Zwischenrast für den Viehtrieb der Ungarischen Steppenrinder von den ungarischen Tiefebenen nach Wien und weiter nach Regensburg genutzt wurde.
Ein überwiegend durch Kriege hervorgebrachter Mangel an Pferden für das Militär und die Landwirtschaft sowie die teils schlechte Qualität der bis dahin wild herangezogenen Remonten waren, wie schon bei den Gestüten Radautz und Mezőhegyes, die Auslöser für den Beschluss von Joseph, der 1789 auf Gesuch von Joseph von Csekonics, damals Gestütsleiter von Mezőhegyes, die Ländereien von Graf Szapáry für 450.000 Goldstücke zur Gründung eines weiteren Gestüts erwarb.
Der Grundstock der Gestütspferde war vorerst eine bunte Mischung von Stuten unterschiedlichster Rassen:
- Arabische Vollblüter
- Lipizzaner
- Andalusier
- Moldavier
- Siebenbürger
- weitere Landpferderassen

Ursache für die Vielfalt der Rassen in der Anfangszeit Bábolnas war die Nutzung des Gestüts als Quarantänestation, in welcher im Ausland angekaufte Pferde für das Gestüt Mezőhegyes untergebracht waren. Ein Hang zu orientalischen Rassen ist in Bábolna jedoch bereits von Anfang an zu verzeichnen und rührt vermutlich daher, dass Ungarn lange Zeit unter türkischer Herrschaft stand.
1809 brannten napoleonischen Truppen bei der Schlacht von Győr das Anwesen nieder, das in den Jahren 1810–1820 wieder neu aufgebaut wurde. Dabei gab es aber kein Opfer, weil bereits tags davor ein reiterloses Pferd eine Nachricht überbracht hatte, sodass das Gestüt rechtzeitig evakuiert werden konnte.
1816 erfolgte ein Erlass der Gestütsoberdirektion aus Wien, die zum Inhalt hatte, dass die Stuten von Bábolna ab sofort nur noch von arabischen Hengsten zu decken seien. Das Jahr 1816 wird daher auch als Geburtsjahr der Rasse des Shagya-Arabers definiert, welche jedoch bis 1978 noch unter dem Namen Araberrasse geführt wurde. Die Ausrichtung auf arabische Pferde wundert nicht, wenn man bedenkt, dass diese Rasse im beginnenden 19. Jahrhundert beim Adel sehr beliebt war und zahlreiche, kostspielige Expeditionen unternommen wurden, um Originalaraber aus den Ursprungsgebieten zu erwerben.
Seit Aufnahme der Gestütstätigkeit wurde auch in Bábolna akribisch über den Pferdebestand Buch geführt. Die beiden ersten, aus dem Orient von Baron von Fechting importierten Pferde, waren der Hengst Gidran, der im Gestüt Mezőhegyes aufgestallt wurde und die Stute Tifle, die in Bábolna untergebracht war. Der Hengst Gidran I aus dieser Anpaarung wurde Hauptbeschäler in Bábolna und blieb dort für zehn Jahre im Deckeinsatz.

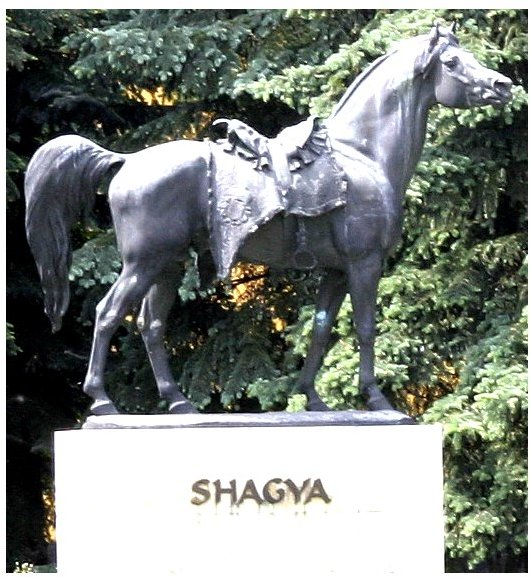
Die Statue A bábolnai fehér mén (György Vastagh) von dem Hengst Shagya in der Parkanlage des Gestütshofes

Nach einigen Rückschlägen durch die Kreuzungszucht mit Hengsten spanischen Blutes und Englischen Vollblütern verlangte die Gestütsoberdirektion im Jahre 1836 erneut die konsequente Ausrichtung auf Arabische Pferde. Infolgedessen unternahm der damalige Gestütskommandant Major Freiherr Eduard von Herbert persönlich eine Expedition nach Syrien in die Umgebung von Damaskus und erwarb dort von Beduinenstämmen fünf Zuchtstuten und neun Hengste. Einer der Hengste war Shagya, den Freiherr von Herbert dem Stamm der Beni Sakhr sechsjährig abkaufte und der 1978 der Namensgeber der Rasse des Shagya-Arabers wurde. Shagya wurde beschrieben als geäpfelter Honigschimmel und entsprach in jeder Hinsicht dem Zuchtideal Bábolnas für den Shagya-Araber, das auf großrahmiges Exterieur, einen edlen Typ und große Ausdauerleistung abzielte, da die Rasse als Reit- und Fahrpferde gezüchtet werden sollte. Die neue Strategie erwies sich nachhaltig als positiv und so folgten weitere Expeditionen nach Ägypten und Syrien zum Zweck des Imports weiterer Originalaraber für die Zucht Bábolnas. Binnen kurzer Zeit wurden somit vier Linienbegründer des Shagya-Arabers in Bábolna aufgestallt:
- Gidran
- El Bedavi
- Shagya
- Dahoman

Von 1857 bis 1860 bekleidete Oberst Ritter Rudolf Johann von Brudermann (1810–1889) die Position des Gestütskommandanten. Von Brudermann hatte für das Gestüt aus einer Expedition in die Ursprungszuchtgebiete des arabischen Pferdes eine größere Anzahl Hengste, Stuten und Fohlen erworben und damit einen wesentlichen Beitrag für den Ausbau der Zucht mit Originalarabern geleistet. Während seiner Amtszeit erreichte von Brudermann weitere, nachhaltige Verbesserungen in der Zucht Bábolnas durch die Anweisung der Reinzucht bei den Arabischen Vollblütern und der Araberrasse (später Shagya-Araber) sowie die ausschließliche Verwendung leistungsgeprüfter Hengste und Stuten.
Gemeinsam mit von Brudermann und den Pferden der Expedition der Jahre 1856/57 bezog ein Beduinenjunge aus Syrien sein neues Quartier auf dem Gestüt. Sein Name war Nagle (später Mihály Fadlallah el Hedad), er wurde später zum Kommandanten des Gestüts Bábolna ernannt und führte eigene Expeditionen in den Orient zum Ankauf von Pferden durch.

### k.u.k Monarchie

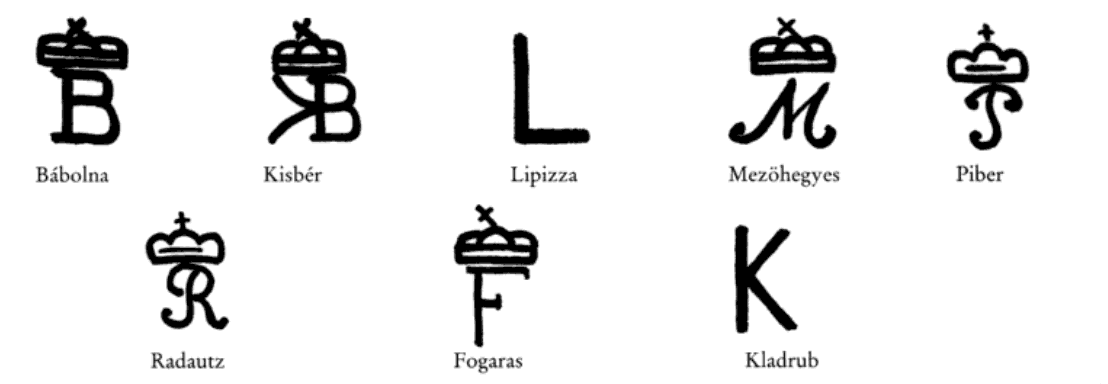
Die Gestütsbrände der österreichisch-ungarischen Staatsgestüte, ganz links oben Bábolna

Mit dem Österreichisch-Ungarischen Ausgleich im Jahre 1867 erhielt Bábolna den Status eines königlich ungarischen Staatsgestüts.
Der bis dahin nur auf regionaler Ebene bekannte Shagya-Araber erlangte schließlich 1900 internationale Anerkennung und Nachfrage. In diesem Jahr wurde auf der Weltausstellung in Paris der Hengst Koheilan I, ein Sohn des Originalarabers und weiteren Linienbegründers Koheilan, der von einer Expedition durch Fadlallah el Hedad für Bábolna erworben wurde, als bester Halbbluthengst prämiert. Binnen kurzer Zeit avancierte Bábolna durch diesen Erfolg zu einem der bedeutendsten Arabergestüte Europas.
In dem Gestüt in Radautz in den Ostkarpaten im heutigen Rumänien wurden ebenfalls Shagya-Araber gezüchtet und es fand ein Austausch von Zuchttieren zwischen den Gestüten statt. In Radautz waren die Aufzuchtbedingungen geographisch bedingt rauer. Eine Gestütsinspektion kam jedoch zu dem Ergebnis, dass von den damals 1.600 in Radautz stationierten Pferden lediglich 13 erkrankt waren. Weitere Vergleiche ergaben, dass die Shagya-Araber aus Radautz größer, kräftiger und sportbetonter waren als jene aus Bábolna.

#### Erster Weltkrieg
Mit Ausbruch des Ersten Weltkrieges 1914 wurde der Pferdebestand von Bábolna evakuiert. Eine vollständige Umsiedlung war jedoch nicht möglich; man musste die hochträchtigen Stuten und jene, welche kürzlich abgefohlt hatten, zurücklassen. 1919 wurde das Gestüt von rumänischen Truppen besetzt und die zurückgelassenen Tiere gingen als Kriegsbeute verloren. Mit diesen erbeuteten Pferden gründete Rumänien 1929 das Gestüt Mangalia am Schwarzen Meer, wo auch heute noch, mittlerweile unterstützt durch Ungarn, eine Zucht der Bábolnaer Araber betrieben wird.
In Bábolna konnte man die durch die im Krieg verlorenen Pferde entstandene Lücke im Bestand jedoch wieder ausgleichen. 1914 wurde auch der Bestand von Radautz evakuiert. Ein Teil der Tiere wurde an das Gestüt Topolcianky überstellt, womit dort der Grundstock für eine eigene Shagya-Araber-Zucht geschaffen wurde, ein anderer Teil wurde an den Grafen Esterházy verkauft. Dieser verkaufte die Pferde 1936 wieder an Bábolna und so kam es zu einem späten Ausgleich der Kriegsverluste.

### Republik Ungarn
Zwischen den Weltkriegen übernahm Tibor von Pettkó-Szandtner, der seine Ausbildung in der ältesten landwirtschaftlichen Hochschule, dem Georgikon, erhielt, die Gestütsleitung und setzte – selbst ein begeisterter Fahrer und Begründer der modernen Gespannführung – durch Turniere im In- und Ausland mit Erfolg auf die Präsentation der Rasse der Shagya-Araber. Durch seinen züchterischen Einsatz wurde die Rasse weiter konsolidiert und einst verlorenen Hengstlinien wieder in Ungarn etabliert. Von Pettkó-Szandtner sorgte mit seiner Strategie nachhaltig für eine internationale Anerkennung des Gestüts Bábolna und seinen Pferden. Er wurde nach dem Zweiten Weltkrieg Leiter des königlichen Gestüts in Ägypten.

#### Zweiter Weltkrieg
Der Ausbruch des Zweiten Weltkrieges führte jedoch schon bald erneut zu einer Bedrohung Bábolnas. Von Pettkó-Szandtner organisierte die zweite Evakuierung des Gestüts – diesmal wurde jedoch der komplette Bestand umgezogen – und rettete so die Bábolnaer Pferde vor den sowjetischen Besetzern. Die Evakuierung führte die Pferde nach Deutschland, wo sie später in die Hände der amerikanischen Besatzer fielen und durch Zwangsversteigerungen in alle Winde verstreut wurden.
Lediglich 200 Shagya-Araber konnten für das Gestüt gerettet werden und wurden wieder nach Bábolna verbracht. Einige Stuten dieser Rückkehrer waren tragend von Hengsten, die aus Deutschland in andere Länder exportiert wurden, und trugen somit ungeborenes Leben von Hengstlinien, die vom Aussterben bedroht waren.

#### 1945 bis heute
Auch nach dem Weltkrieg waren die Zeiten für Bábolna alles andere als rosig. Die Regierung hegte wenig kulturelles Interesse an dem Gestüt und der Shagya-Araber-Rasse und unterwarf das Gestüt konsequent einem wirtschaftlichen Gedanken.
Zuerst war der Bedarf des Marktes mit schweren Pferden für die Landwirtschaft zu decken, später, nach dem Einzug der Mechanisierung, brach die Nachfrage nach Pferden fast völlig zusammen.
1966 behalf man sich in Bábolna mit dem Export wertvoller Zuchttiere zumeist nach Deutschland und Dänemark und erst 1968 konnte man sich erneut den Luxus leisten, Originalaraber aus dem Staatsgestüt El Zahraa in Kairo zu erwerben.
1983 gründete ein Zusammenschluss von Shagya-Züchtern aus den Ländern Deutschland, Dänemark, Österreich und der Schweiz die Internationale Shagya-Araber-Gesellschaft (ISG), die sich dem Erhalt und der Förderung der Rasse verschrieben hat. Die ISG umfasst mittlerweile ca. 16 Länder in Europa und Übersee und trat durch ihr Wirken auch für einen Aufschwung der Shagya-Araber an ihrer Geburtsstätte in Bábolna ein.
Am 1. August 2001 wurden mit der Gründung der zu 100 % im Staatsbesitz befindlichen Nationalgestüt Bábolna Kft. (GmbH) die Aufgaben der bisherigen Bábolna AG zweigeteilt. Die Erhaltung der Pferdezucht und des Gestüts mit seinem zum nationalen kulturellen Erbe gehörenden Schlosskomplex wurden Aufgaben der neuen GmbH, die Wirtschaftszweige Geflügelzucht und Lebensmittelindustrie verblieben in der AG.
Die Bestrebungen zu einer Privatisierung des Gestüts seitens der Regierung, verbunden mit dem Gedanken der Wirtschaftlichkeit, aber leider auch mit einer Gefahr für das Kulturgut der historischen Gebäude des Gestüts und der Rasse des Shagya-Arabers, halten weiterhin an. Mit Wirkung zum 17. Januar 2008 wurde der amtierende Gestütsdirektor Tamás Rombauer von seinen Aufgaben entbunden. Rombauer war 17 Jahre für die Leitung des Gestüts und sämtlicher damit verbundener Anlagen und Aufgaben betraut und fürchtet nun das endgültige Aus für das Gestüt Bábolna mit einer Geschichte, die fast ein Vierteljahrtausend überdauert hat.
Stand September 2009 beherbergt das Arabergestüt 298 Pferde, die sich wie nachfolgend zusammensetzen:
- 19 Zuchthengste
- 51 Zuchtstuten
- 129 Jährlinge
- die restlichen Tiere sind Sport- und Hobbypferde, Milchfohlen und abgesetzte Fohlen.[1]

## Aufgaben
Neben der schon erwähnten Versorgung des Militärs und der Landwirtschaft mit Pferdematerial war Bábolna vorrangig für die Zucht seiner Arabischen Vollblüter sowie die Schaffung der neuen Araberrasse, heute unter dem Namen Shagya-Araber bekannt, zuständig. Auch heute ist die Zucht von Arabischen Vollblütern und Shagya-Arabern eine Hauptaufgabe des Gestüts. Es finden hierzu Auktionen statt, bei denen die Zuchttiere an ein internationales Publikum versteigert werden.
Neben diesen beiden Rassen wird in dem Gestüt von Dióspuszta des Nationalen Gestüts Bábolna eine intensive Zucht von Englischen Vollblütern betrieben, welche durch ihre Ergebnisse auf den Rennbahnen auch über die Landesgrenzen Ungarns hinaus geschätzt werden.
Durch seine günstige Verkehrslage, unmittelbar an der Strecke Wien-Budapest, organisierte Bábolna zu Beginn auch die Fleischviehtransporte für die Landeshauptstadt.
In der Zeit zwischen 1912 und 1951 waren in Bábolna auch Lipizzaner stationiert. Die Bestände wurden von dem Gestüt Fogaras aus der Region Siebenbürgen (heute Rumänien) nach Bábolna verlegt. Die Gründe für die Verlegung sind nicht überliefert, ein Ansatz der Zentralisierung der Zucht wird jedoch vermutet. 1951 zogen die Lipizzaner dann in den Norden Ungarns nach Szilvásvárad um, wo sie mit einer Privatzucht zusammengeführt wurden.
Der Betrieb eines Gestütes ist seit jeher ein kostspieliges Unterfangen. Wurde die Finanzierung früher meist durch den Adel sichergestellt, ist eine staatliche Förderung heute meist unumgänglich. Durch die historische Bedeutung Bábolnas für Ungarn und den Bestand an historischen Gebäuden ist der Tourismus daher eine weitere Einnahmequelle, die durch Besichtigungen, Veranstaltungen, Führungen, den Verkauf von Souvenirs und die Präsentation von Gestütspferden erschlossen wird.

## Anlage

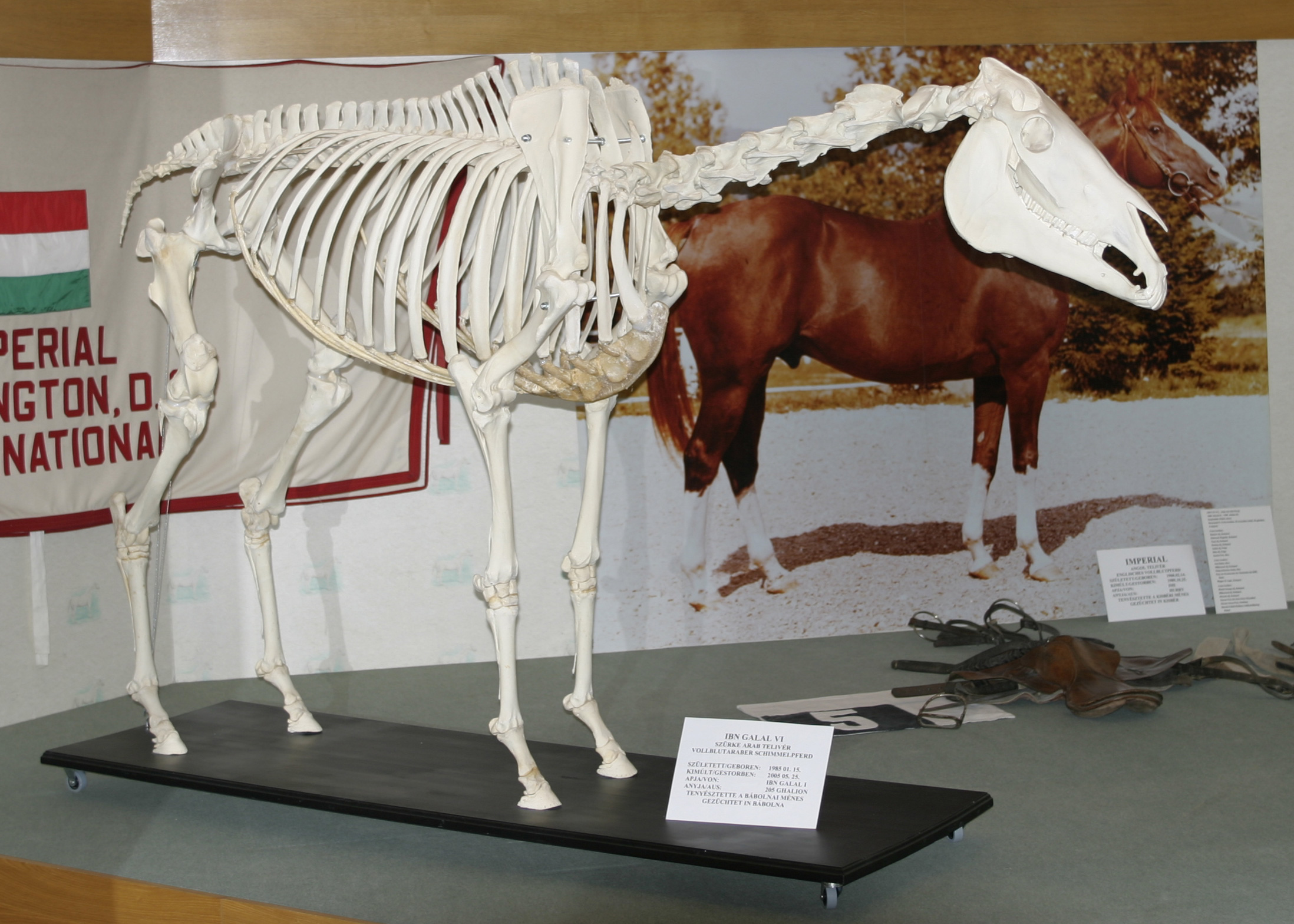
Skelett eines Arabischen Vollblüters im Museum von Bábolna

Das Gestüt ist heute der historische Kern eines Agrar-Industriekomplexes und besteht aus mehreren Gebäuden und Anlagen.
Direkt an der Dorfstraße gelegen befinden sich ein Museum mit fester Ausstellung zu der Geschichte des Gestüts, ein kleiner Shop für den Erwerb von Souvenirs für die Touristen und die Kasse für die Eintrittskarten der unterschiedlichen Gestütseinrichtungen. Führungen finden in dem Museum unregelmäßig und nach Absprache in verschiedenen Sprachen (Ungarisch, Englisch und Deutsch) statt.
Neben dem Museum ist eine Gaststätte angeschlossen, die Speisen und Getränke für die Gestütsbesucher und auch einen großen Saal für Veranstaltungen – gerne werden hier Hochzeiten ausgerichtet – anbietet.

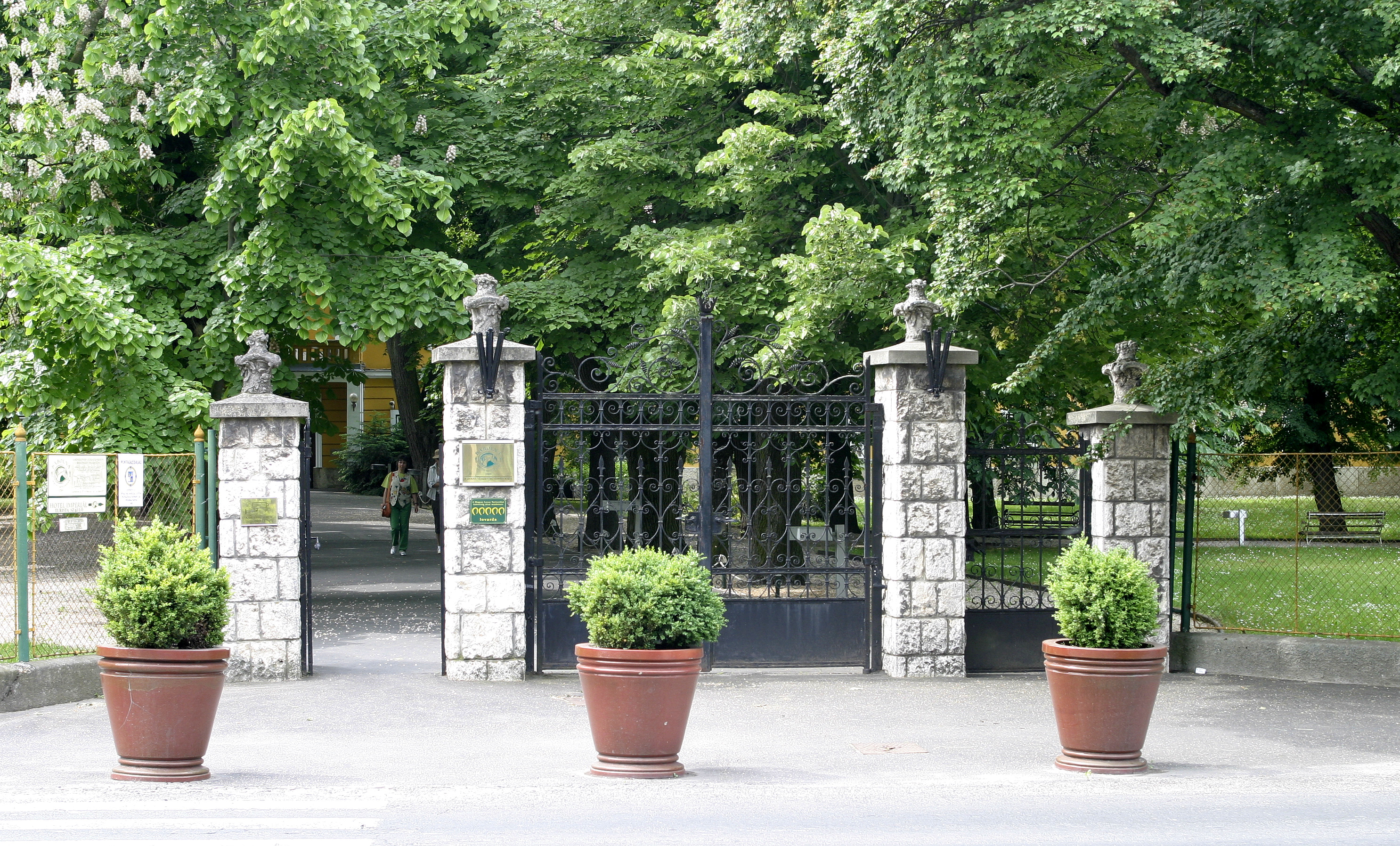
Eingangstor zum Gestütshof von Bábolna

Auf der gegenüberliegenden Seite der Dorfstraße befindet sich der zentrale Gestütshof mit den Stallungen, der Reithalle, einer Kutschenremise und einer kleinen Parkanlage mit einigen Denkmälern berühmter Personen und Pferde des Gestüts sowie dem ältesten Robinienbaum Ungarns, der im Jahre 1710 angepflanzt wurde.
Innerhalb des Gestütskomplexes, etwas abseits des Parks, befindet sich ein kleines Hotel, das die Unterbringung einer kleinen Zahl von Touristen und Gästen von lokalen Veranstaltungen ermöglicht.
Etwas abseits der Hauptkomplexe des Museums und des Gestütshofes, ca. 5–10 Minuten zu Fuß entfernt, liegt eine kleine Parkanlage mit einem kleinen See, einigen Pfaden mit botanischen Erläuterungen zu den Anpflanzungen sowie einigen kleinen Tiergehegen und einem Ahnenareal mit Gedenktafeln berühmter Pferde des Gestüts.

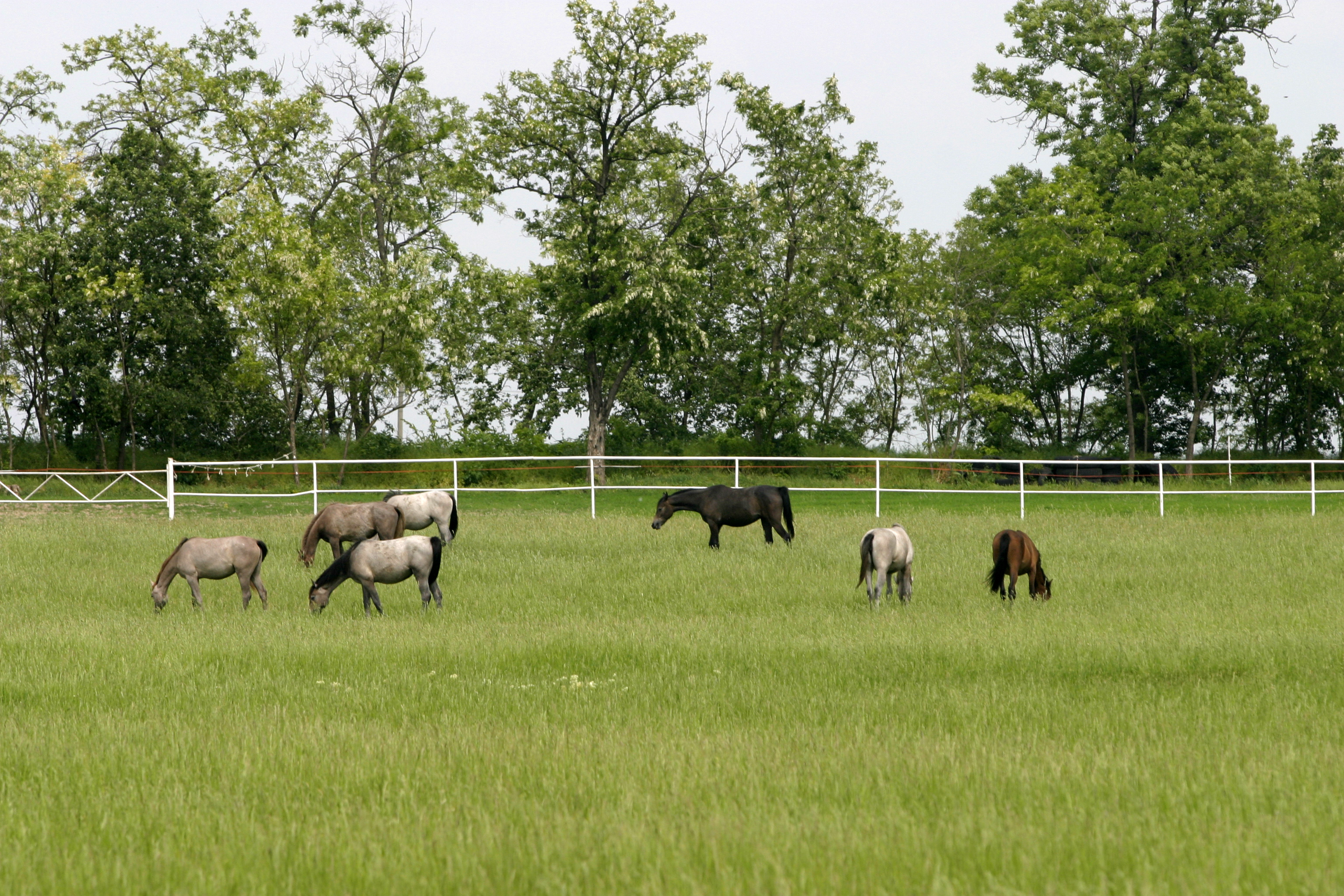
Jungpferdeherde auf einer Weide in Bábolna

Angrenzend an den Park beginnen die Weiden für die Jungpferde des Gestüts. Die Aufzucht erfolgt in einem separaten Gebäudekomplex mit eigenen Stallungen und Aufzuchtboxen. Die Anlage ist über eine weitere Dorfstraße erreichbar und kann ebenfalls von Touristen besichtigt werden.
In einem Stallkomplex sind hier die Zuchtstuten, je nach Jahreszeit mit Fohlen bei Fuß, sowie die Jungtiere in mehreren Offenstallungen angesiedelt. Die Zuchthengste des Gestüts sind in der Stallanlage des Hauptkomplexes untergebracht und somit räumlich von den Stuten getrennt.

## Liste der Orientexpeditionen
| Jahr(e) | Expeditionsleiter                                     | Ergebnis |
| ------- | ----------------------------------------------------- | --- |
| 1836    | Major Freiherr von Herbert                            | 9 Hengste 5 Stuten |
| 1843    | Major Freiherr von Herbert                            | 8 Hengste (u. a. Aslan und Koreischan) 2 Stuten |
| 1852    | Major Gottschligg                                     | 6 Hengste (u. a. Dahoman, der in Radautz Begründer der gleichnamigen, noch heute existierenden Hengstlinie wurde) |
| 1856/57 | Obersten von Brudermann                               | Die Lieferung von von Brudermann für Österreich und Ungarn umfasste: 16 Hengste (u. a. Aghil Aga) 50 Stuten (die z. T. noch heute in den Stammbäumen wiederzufinden sind) 14 Fohlen Oberst von Brudermann, der als erstklassiger Pferdekenner galt, brachte aus dem Orient die schönsten und besten Pferde, die zu kaufen möglich war. Von oben aufgeführten Pferden wurden 14 Hengste und 32 Stuten für das Gestüt Bábolna bereitgestellt. |
| 1866    |                                                       | Der Henst Mahmud Mirza wurde erworben. |
| 1876    | Graf Franz von Zichy                                  | Expedition nach Konstantinopel 9 Hengste |
| 1885    | Rittmeister Fadlallah-el-Hedad und R. v. Luczenbacher | 4 Hengste (u. a. Koheilan und O’Bajan) 5 Stuten |
| 1897    |                                                       | 7 Hengste (u. a. Hadban und Hamdani Semri) |
| 1901    |                                                       | 3 Stuten |
| 1902    | Oberst Fadlallah-el-Hedad                             | 4 Hengste (Mersuch, Siglavy Bagdady, Shehan-Schammar und Koheilan-Raschid) |

## Fotogalerie

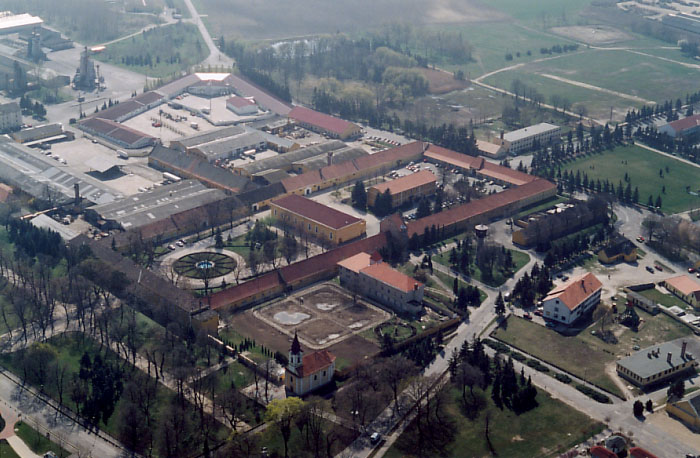
Luftaufnahme des Hauptkomplexes der Gestütsanlage
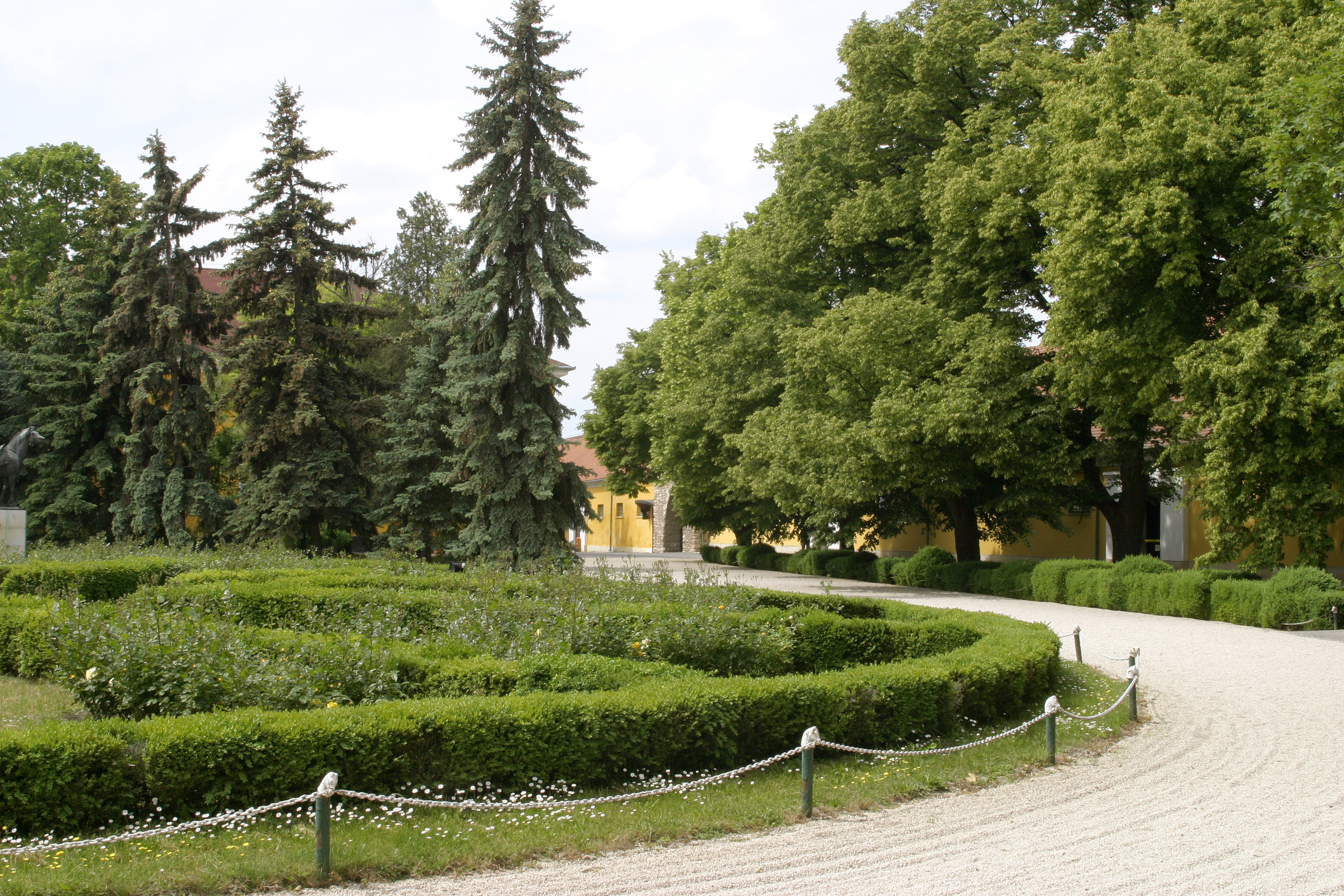
Parkanlage im Innenhof der Gestütsstallungen
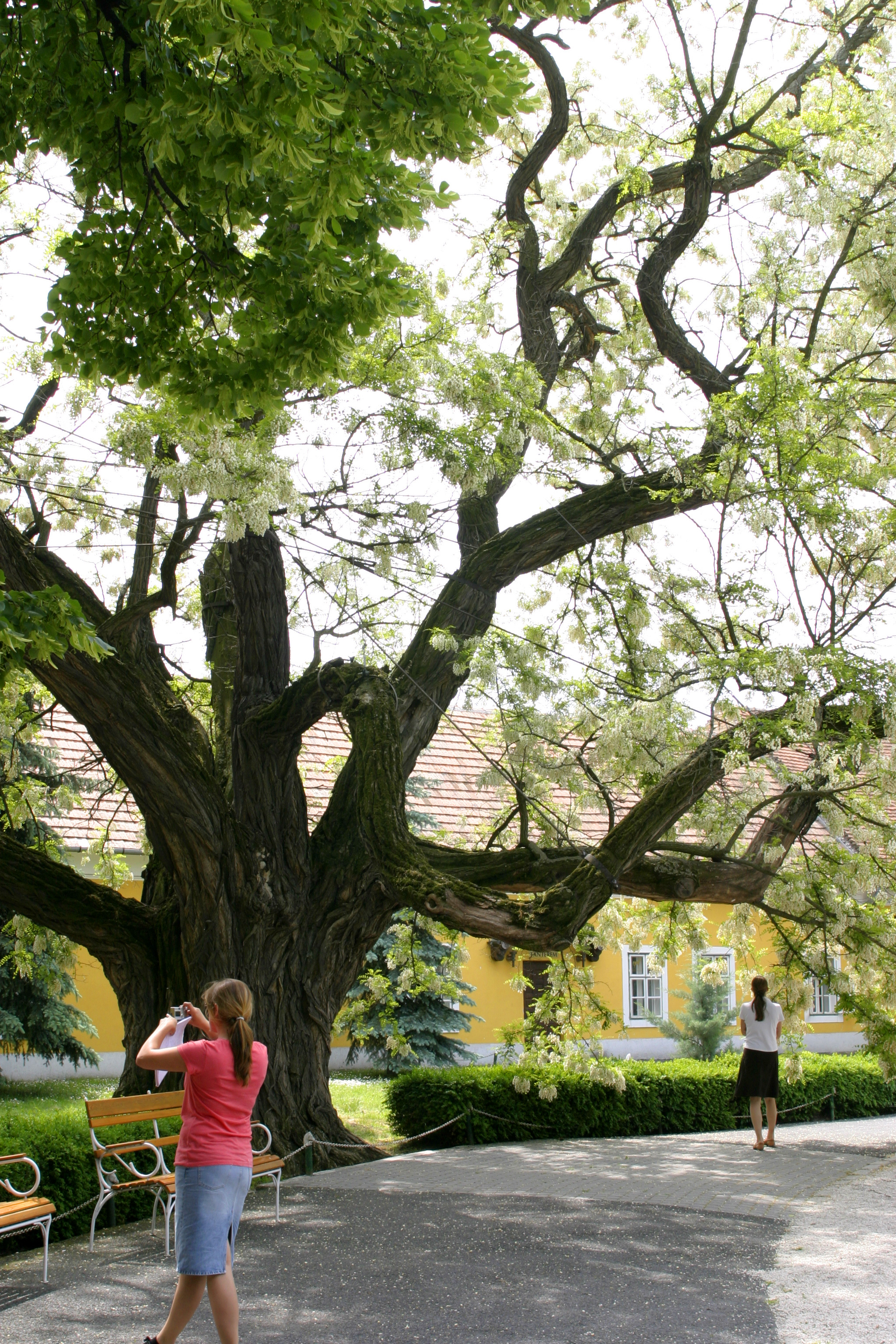
Die älteste Robinie Ungarns wurde 1710 vom Grafen Szapáry gepflanzt und befindet sich im Park des Gestütshofes.
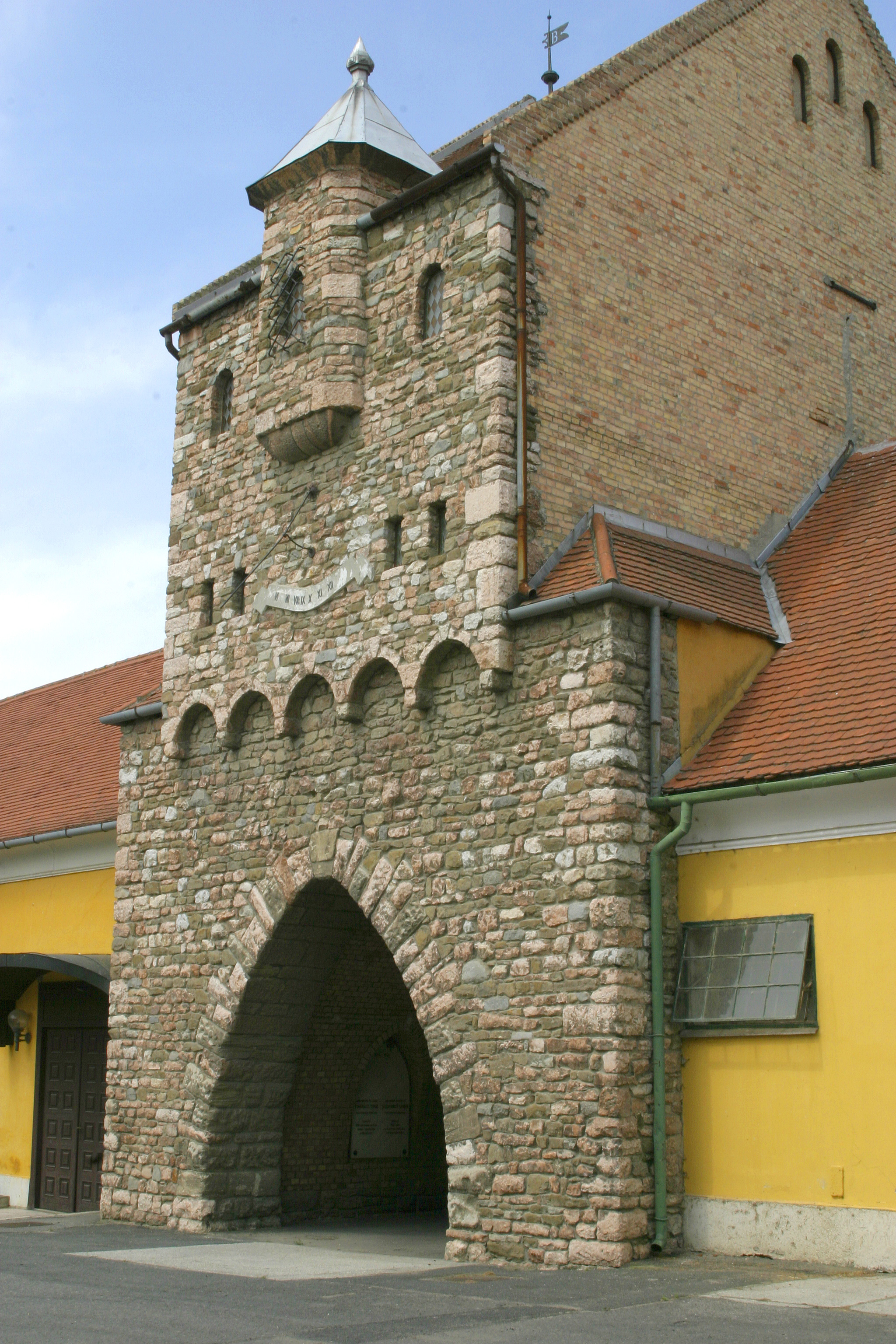
Gegenüber der Reithalle ist das in den 1930er Jahren unter Pettkó Szandtner Tibor gebaute Heldentor der Haupteingang des Gestütshofes. Marmortafeln gedenken an die Gefallenen von Bábolna während der Revolution 1848–49 und der zwei Weltkriege.
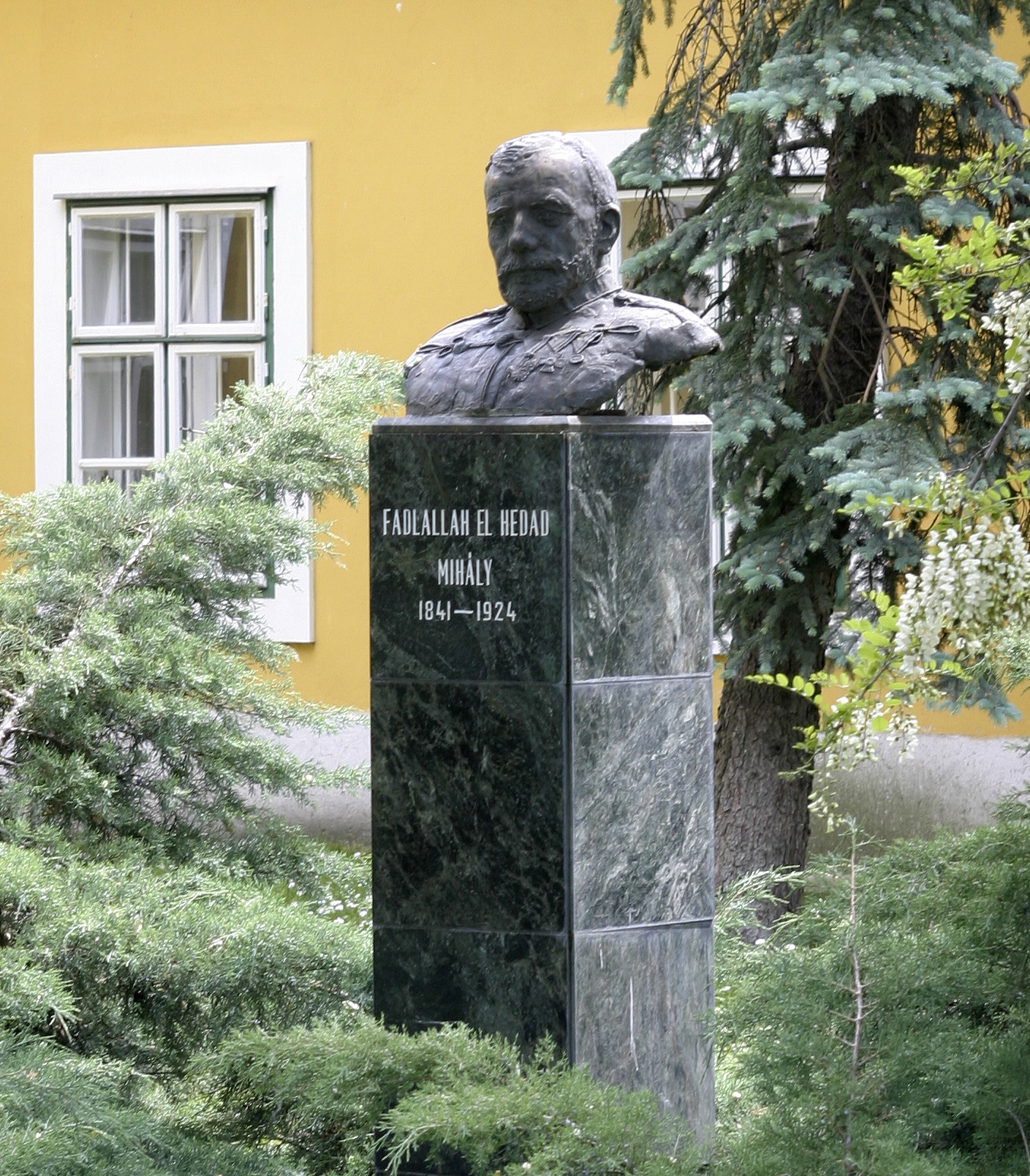
Büste des syrischen Kommandeurs Fadlallah el Hedad Mihály
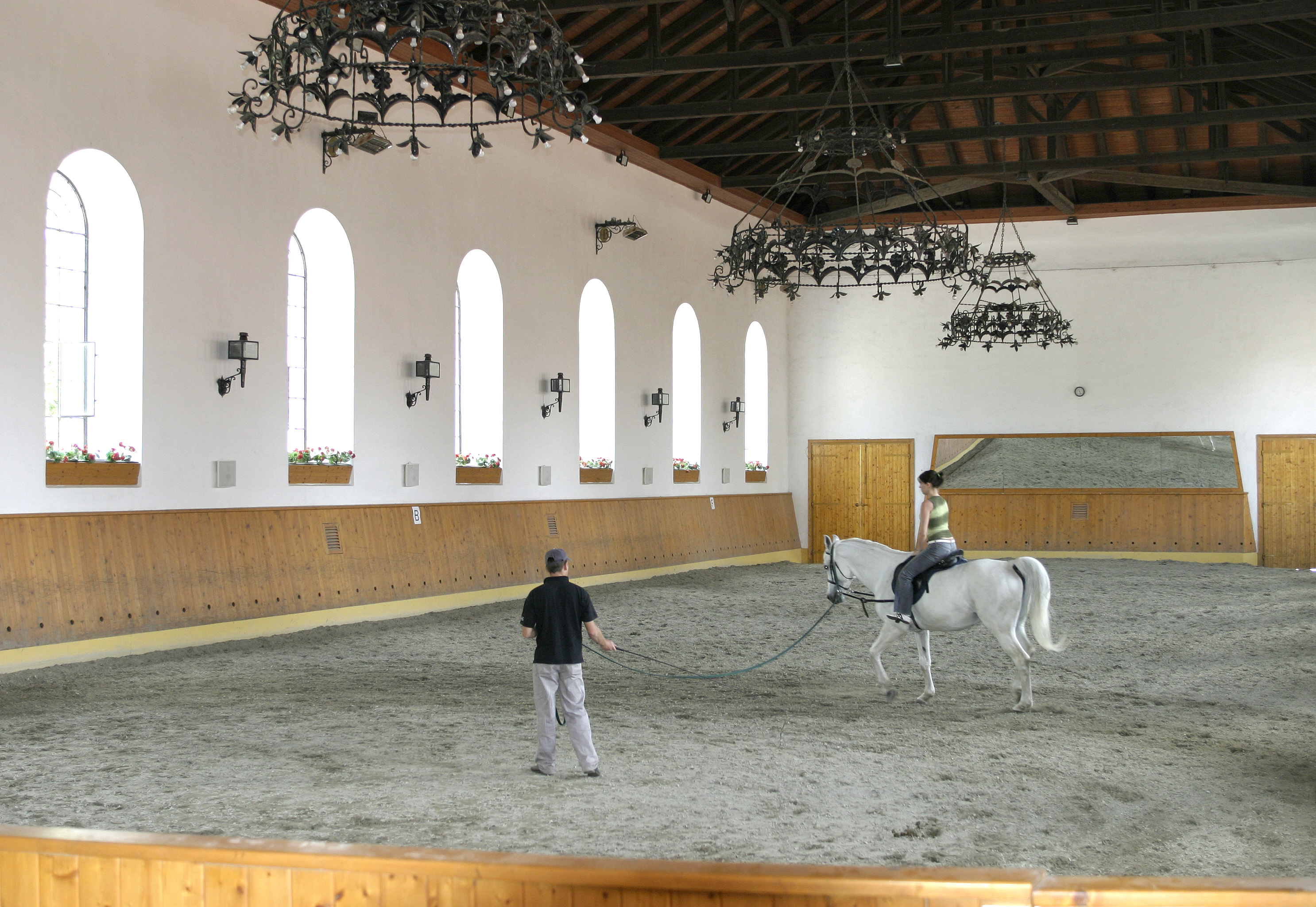
Die Reithalle ist 15 × 44 Meter groß und fast 200 Jahre alt.
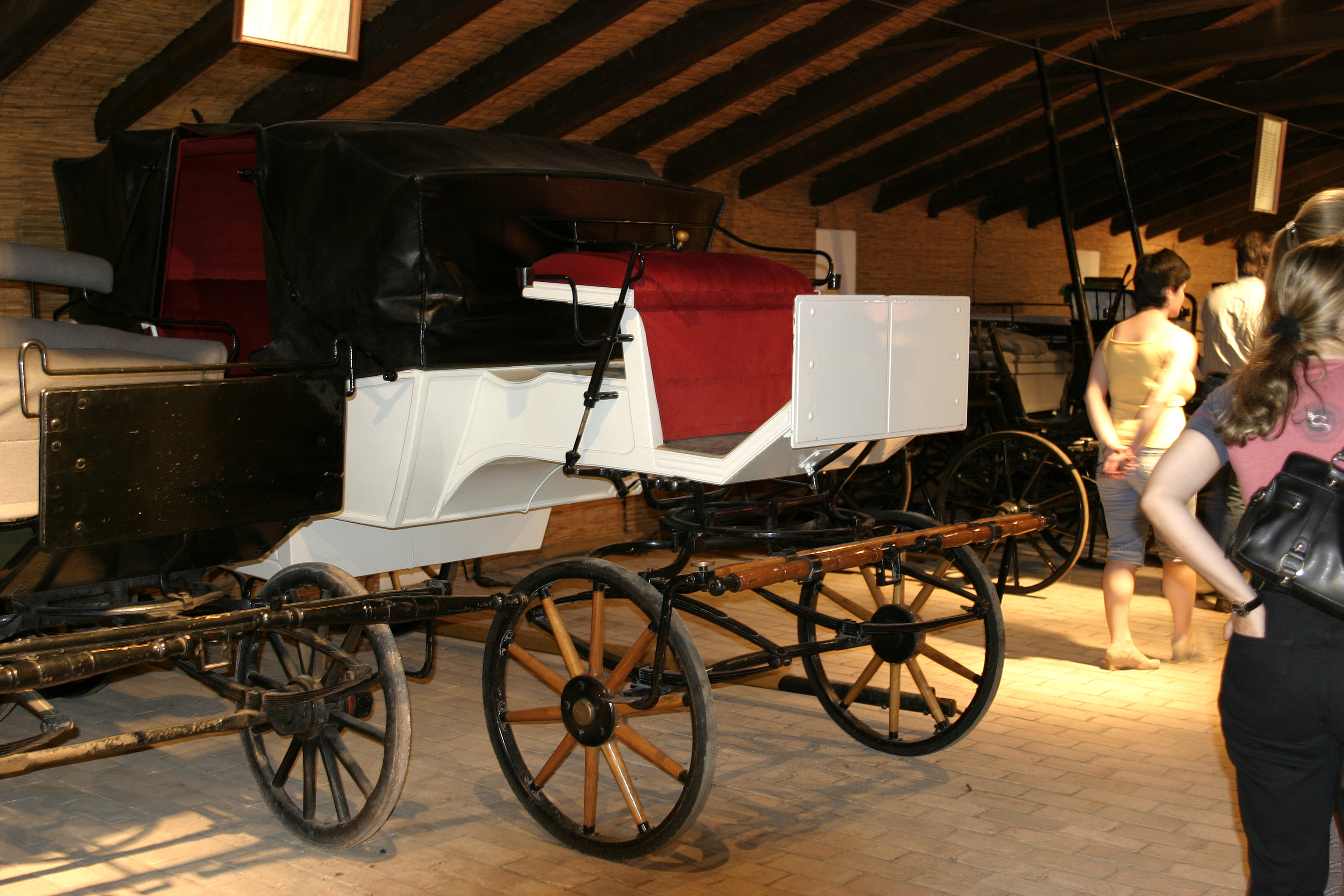
Das Kutschenmuseum beherbergt 15 historische Kutschen, die zum Teil bis heute verwendet werden.